# Сиудад Гусман (Запотлан ел Гранде)
Сиудад Гусман (шп. Ciudad Guzmán) насеље је у Мексику у савезној држави Халиско у општини Запотлан ел Гранде. Насеље се налази на надморској висини од 1519 м.

## Становништво
Према подацима из 2010. године у насељу је живело 97750 становника.

### Хронологија
| Година       | 2000                  | 2005                  | 2010                  |
| ------------ | --------------------- | --------------------- | --------------------- |
| Становништво | 85118 (40593 / 44525) | 93609 (44684 / 48925) | 97750 (46789 / 50961) |

### Попис
| \| \| м \| \| \| ж \| \| 0—2 \| 2.491 \| \| \| 2.378 \| \| 3—5 \| 2.779 \| \| \| 2.577 \| \| 6—11 \| 5.440 \| \| \| 5.346 \| \| 12—14 \| 2.612 \| \| \| 2.430 \| \| 15—17 \| 2.780 \| \| \| 2.713 \| \| 18—24 \| 6.391 \| \| \| 6.860 \| \| 60+ \| 4.291 \| \| \| 5.322 \| \| Просек : \| 29,3 \| \| \| 30,9 \| |       |  |  |       |
| |       |  |  |       |
| | м     |  |  | ж     |
| 0—2 | 2.491 |  |  | 2.378 |
| 3—5 | 2.779 |  |  | 2.577 |
| 6—11 | 5.440 |  |  | 5.346 |
| 12—14 | 2.612 |  |  | 2.430 |
| 15—17 | 2.780 |  |  | 2.713 |
| 18—24 | 6.391 |  |  | 6.860 |
| 60+ | 4.291 |  |  | 5.322 |
| Просек : | 29,3  |  |  | 30,9  |

| #   | Индикатор                                                                                        | Вредност |
| --- | ------------------------------------------------------------------------------------------------ | -------- |
| 1   | Становништво од 0 до 2 године                                                                    | 4869     |
| 2   | Мушко становништво од 0 до 2 године                                                              | 2491     |
| 3   | Женско становништво од 0 до 2 године                                                             | 2378     |
| 4   | Становништво са 3 и више година                                                                  | 91405    |
| 5   | Мушко становништво са 3 и више година                                                            | 43561    |
| 6   | Женско становништво са 3 и више година                                                           | 47844    |
| 7   | Становништво са 5 и више година                                                                  | 87802    |
| 8   | Мушко становништво са 5 и више година                                                            | 41684    |
| 9   | Женско становништво са 5 и више година                                                           | 46118    |
| 10  | Становништво са 12 и више година                                                                 | 75263    |
| 11  | Мушко становништво са 12 и више година                                                           | 35342    |
| 12  | Женско становништво са 12 и више година                                                          | 39921    |
| 13  | Становништво са 15 и више година                                                                 | 70221    |
| 14  | Мушко становништво са 15 и више година                                                           | 32730    |
| 15  | Женско становништво са 15 и више година                                                          | 37491    |
| 16  | Становништво са 18 и више година                                                                 | 64728    |
| 17  | Мушко становништво са 18 и више година                                                           | 29950    |
| 18  | Женско становништво са 18 и више година                                                          | 34778    |
| 19  | Становништво од 3 до 5 година                                                                    | 5356     |
| 20  | Мушко становништво од 3 до 5 година                                                              | 2779     |
| 21  | Женско становништво од 3 до 5 година                                                             | 2577     |
| 22  | Становништво од 6 до 11 година                                                                   | 10786    |
| 23  | Мушко становништво од 6 до 11 година                                                             | 5440     |
| 24  | Женско становништво од 6 до 11 година                                                            | 5346     |
| 25  | Становништво од 8 до 14 година                                                                   | 12188    |
| 26  | Мушко становништво од 8 до 14 година                                                             | 6225     |
| 27  | Женско становништво од 8 до 14 година                                                            | 5963     |
| 28  | Становништво од 12 до 14 година                                                                  | 5042     |
| 29  | Мушко становништво од 12 до 14 година                                                            | 2612     |
| 30  | Женско становништво од 12 до 14 година                                                           | 2430     |
| 31  | Становништво од 15 до 17 година                                                                  | 5493     |
| 32  | Мушко становништво од 15 до 17 година                                                            | 2780     |
| 33  | Женско становништво од 15 до 17 година                                                           | 2713     |
| 34  | Становништво од 18 до 24 године                                                                  | 13251    |
| 35  | Мушко становништво од 18 до 24 године                                                            | 6391     |
| 36  | Женско становништво од 18 до 24 године                                                           | 6860     |
| 37  | Женско становништво од 15 до 49 година                                                           | 27526    |
| 38  | Становништво са 60 и више година                                                                 | 9613     |
| 39  | Мушко становништво са 60 и више година                                                           | 4291     |
| 40  | Женско становништво са 60 и више година                                                          | 5322     |
| 41  | Однос између мушкараца и жена                                                                    | 91.81    |
| 42  | Становништво од нуле до 14 година                                                                | 26053    |
| 43  | Становништво од 15 до 64 године                                                                  | 63633    |
| 44  | Становништво од 65 година и више                                                                 | 6588     |
| 45  | Просечан број деце                                                                               | 2.25     |
| 46  | Становништво рођено у ентитету                                                                   | 88262    |
| 47  | Мушко становништво рођено у ентитету                                                             | 42118    |
| 48  | Женско становништво рођено у ентитету                                                            | 46144    |
| 49  | Становништво рођено у другом ентитету                                                            | 7109     |
| 50  | Мушко становништво рођено у другом ентитету                                                      | 3486     |
| 51  | Женско становништво рођено у другом ентитету                                                     | 3623     |
| 52  | Становништво од 5 година и више резидентно у ентитету у јуну 2005. године                        | 84944    |
| 53  | Мушко становништво старосног доба од 5 година и више, резидентно у ентитету у јуну 2005. године  | 40103    |
| 54  | Женско становништво старосног доба од 5 и више година, резидентно у ентитету у јуну 2005. године | 44841    |
| 55  | Становништво од 5 година и више које је живело у другом ентитету у јуну 2005. године             | 1629     |
| 56  | Мушко становништво старије од 5 година које је живело у другом ентитету у јуну 2005. године      | 848      |
| 57  | Женско становништво старије од 5 година које је живело у другом ентитету у јуну 2005. године     | 781      |
| 58  | Становништво од 3 године и више које говори аутохтони језик                                      | 203      |
| 59  | Мушко становништво старо 3 године и више које говори аутохтони језик                             | 124      |
| 60  | Женско становништво старо 3 године и више које говори аутохтони језик                            | 79       |
| 61  | Становништво од 3 године и више које говори аутохтони језик и не говори шпански језик            | 0        |
| 62  | Мушко становништво старо 3 године и више које говори аутохтони језик и не говори шпански         | 0        |
| 63  | Женско становништво старо 3 године и више које говори аутохтони језик и не говори шпански језик  | 0        |
| 64  | Становништво старо 3 године и више које говори аутохтони језик и шпански                         | 118      |
| 65  | Мушко становништво старо 3 године и више које говори аутохтони језик и шпански                   | 80       |
| 66  | Женско становништво старо 3 године и више које говори аутохтони језик и шпански                  | 38       |
| 67  | Становништво од 5 година и више које говори аутохтони језик                                      | 199      |
| 68  | Становништво од 5 година и више које говори аутохтони језик и не говори шпански језик            | 0        |
| 69  | Становништво од 5 година и више које говори аутохтони језик и говори шпански језик               | 118      |
| 70  | Становништво у домородачким домаћинствима                                                        | 496      |
| 71  | Становништво са ограничењима у активностима                                                      | 3770     |
| 72  | Становништво са ограниченим ходањем или кретањем, горе или доле                                  | 2259     |
| 73  | Становници са ограничењима вида, чак и уз кориштење сочива                                       | 959      |
| 74  | Становништво са ограничењима говора, комуникације или конверзације                               | 314      |
| 75  | Становништво са ограниченим слухом                                                               | 441      |
| 76  | Становништво са ограничењима при одевању, купању или јелу                                        | 233      |
| 77  | Становништво са ограничењима у опажању или учењу једноставних ствари                             | 228      |
| 78  | Становништво са менталним ограничењима                                                           | 357      |
| 79  | Становништво без ограничења активности                                                           | 92354    |
| 80  | Становништво од 3 до 5 година које не похађа школу                                               | 2246     |
| 81  | Мушко становништво од 3 до 5 година које не похађа школу                                         | 1180     |
| 82  | Женско становништво од 3 до 5 година које не похађа школу                                        | 1066     |
| 83  | Становништво од 6 до 11 година које не похађа школу                                              | 205      |
| 84  | Мушко становништво од 6 до 11 година које не похађа школу                                        | 112      |
| 85  | Женско становништво од 6 до 11 година које не похађа школу                                       | 93       |
| 86  | Становништво од 12 до 14 година које не похађа школу                                             | 336      |
| 87  | Мушко становништво од 12 до 14 година које не похађа школу                                       | 204      |
| 88  | Женско становништво од 12 до 14 година које не похађа школу                                      | 132      |
| 89  | Становништво од 15 до 17 година похађа школу                                                     | 4128     |
| 90  | Мушко становништво од 15 до 17 година похађа школу                                               | 2047     |
| 91  | Женско становништво између 15 и 17 година живота у школи                                         | 2081     |
| 92  | Становништво од 18 до 24 године похађа школу                                                     | 5277     |
| 93  | Мушко становништво од 18 до 24 године похађа школу                                               | 2576     |
| 94  | Женско становништво од 18 до 24 године похађа школу                                              | 2701     |
| 95  | Становништво од 8 до 14 година које не може да чита и пише                                       | 198      |
| 96  | Мушко становништво старосног доба од 8 до 14 година које не може да чита и пише                  | 109      |
| 97  | Женско становништво старосног доби од 8 до 14 година које не може да чита и пише                 | 89       |
| 98  | Становништво од 15 година и више које је неписмено                                               | 2861     |
| 99  | Мушко становништво од 15 година и више које је неписмено                                         | 1184     |
| 100 | Женско становништво од 15 година и више које је неписмено                                        | 1677     |
| 101 | Становништво старо 15 и више година без школовања                                                | 3551     |
| 102 | Мушко становништво старо 15 и више година без школовања                                          | 1519     |
| 103 | Женско становништво старо 15 и више година без школовања                                         | 2032     |
| 104 | Становништво старосног доба 15 и више година са непотпуним основним образовањем                  | 7488     |
| 105 | Мушко становништво старосног доба од 15 година и више са непотпуном основним образовањем         | 3352     |
| 106 | Женско становништво старосног доба 15 и више година са непотпуном основним образовањем           | 4136     |
| 107 | Становништво старо 15 и више година са комплетним основним образовањем                           | 9726     |
| 108 | Мушко становништво старо 15 година и више са комплетним основним образовањем                     | 4311     |
| 109 | Женско становништво старо 15 и више година са комплетним основним образовањем                    | 5415     |
| 110 | Становништво старосног доба 15 и више година са непотпуним средњим образовањем                   | 3733     |
| 111 | Мушко становништво старосног доба од 15 година и више са непотпуним средњим образовањем          | 2128     |
| 112 | Женско становништво старосног доба од 15 година и више са непотпуним средњим образовањем         | 1605     |
| 113 | Становништво старо 15 и више година са пуним секундарном образовањем                             | 13628    |
| 114 | Мушко становништво старосног доба од 15 година и више са пуним секундарном образовањем           | 6686     |
| 115 | Женско становништво старосног доба од 15 година и више са пуним секундарном образовањем          | 6942     |
| 116 | Становништво старије од 18 година са постосновним образовањем                                    | 29312    |
| 117 | Мушко становништво старије од 18 година са постосновним образовањем                              | 13596    |
| 118 | Женско становништво старије од 18 година са постосновним образовањем                             | 15716    |
| 119 | Просечна оцена школовања                                                                         | 9.53     |
| 120 | Просечан ниво образовања мушке популације                                                        | 9.66     |
| 121 | Просечан ниво образовања женског становништва                                                    | 9.42     |
| 122 | Економски активно становништво                                                                   | 42619    |
| 123 | Економски активна мушка популација                                                               | 25838    |
| 124 | Економски активна женска популација                                                              | 16781    |
| 125 | Становништво које није економски активно                                                         | 32320    |
| 126 | Мушко становништво које није економски активно                                                   | 9322     |
| 127 | Женско становништво које није економски активно                                                  | 22998    |
| 128 | Запослено становништво                                                                           | 40953    |
| 129 | Запослено мушко становништво                                                                     | 24675    |
| 130 | Запослено женско становништво                                                                    | 16278    |
| 131 | Незапослена популација                                                                           | 1666     |
| 132 | Незапослена мушка популација                                                                     | 1163     |
| 133 | Незапослена женска популација                                                                    | 503      |
| 134 | Становништво без права на здравствене услуге                                                     | 27137    |
| 135 | Становништво које има право на здравствене услуге                                                | 68988    |
| 136 | Становништво које има право на ИМСС                                                              | 47197    |
| 137 | Становништво које има право на социјално осигурање                                               | 8761     |
| 138 | Становништво које има право на државно социјално осигурање                                       | 78       |
| 139 | Становништво које има право на опште осигурање или здравствено осигурање за нову генерацију      | 13028    |
| 140 | Становништво које је било једном или није било у браку током 12 година и више                    | 28434    |
| 141 | Венчано или уједињено становништво од 12 година и више                                           | 39753    |
| 142 | Становништво које је било у браку или уједињено 12 година и више                                 | 7020     |
| 143 | Становништво са католичком религијом                                                             | 87965    |
| 144 | Протестанти, еванђелисти и библијски следбеници различити од еванђелиста                         | 5845     |
| 145 | Становништво са другим религијама различитим од претходних                                       | 45       |
| 146 | Становништво без религије                                                                        | 1745     |
| 147 | Укупно пописаних домаћинства                                                                     | 24154    |
| 148 | Пописна домаћинства на челу са мушкарцима                                                        | 17769    |
| 149 | Пописна домаћинства на челу са женама                                                            | 6385     |
| 150 | Становништво у пописним домаћинствима                                                            | 96085    |
| 151 | Становништво у пописним домаћинствима на челу са мушкарцима                                      | 74325    |
| 152 | Становништво у пописним домаћинствима на челу са женама                                          | 21760    |
| 153 | Укупно домаћинстава                                                                              | 30052    |
| 154 | Укупно насељених домаћинстава                                                                    | 24655    |
| 155 | Укупно приватних кућа                                                                            | 29551    |
| 156 | Насељени приватни домови                                                                         | 24154    |
| 157 | Укупно насељених приватних кућа                                                                  | 24640    |
| 158 | Ненасељене приватне куће                                                                         | 3455     |
| 159 | Појединачна домаћинства за привремену употребу                                                   | 1942     |
| 160 | Становници у насељеним приватним кућама                                                          | 96085    |
| 161 | Насељеност станара у приватним становима                                                         | 3.98     |
| 162 | Просечно становника по соби у приватним насељеним домаћинствима                                  | 1.05     |
| 163 | Појединачна домаћинства са подовима од различитих материјала од земље                            | 23370    |
| 164 | Појединачна домаћинства у приземљу                                                               | 720      |
| 165 | Појединачна домаћинства са једном спаваћом собом                                                 | 5329     |
| 166 | Појединачна домаћинства са две спаваће собе и више                                               | 18758    |
| 167 | Појединачна домаћинства са једним собом                                                          | 531      |
| 168 | Појединачна домаћинства са две собе                                                              | 2533     |
| 169 | Појединачна домаћинства са 3 собе и више                                                         | 20993    |
| 170 | Појединачна домаћинства која имају електрично светло                                             | 24017    |
| 171 | Појединачна домаћинства која немају електрично светло                                            | 82       |
| 172 | Појединачна домаћинства која имају водоводну воду у стамбеном простору                           | 23707    |
| 173 | Појединачна домаћинства која немају водоводну воду у стамбеном простору                          | 379      |
| 174 | Појединачна домаћинства која имају тоалет                                                        | 24019    |
| 175 | Појединачна домаћинства која имају канализацију                                                  | 23981    |
| 176 | Појединачна домаћинства која немају канализацију                                                 | 110      |
| 177 | Појединачна домаћинства која имају електрично светло, довод воде из јавне мреже и канализацију   | 23607    |
| 178 | Појединачна домаћинства без икаквих услова                                                       | 73       |
| 179 | Појединачна домаћинства која имају радио                                                         | 21533    |
| 180 | Појединачна домаћинства која имају телевизор                                                     | 23703    |
| 181 | Појединачна домаћинства која имају фрижидер                                                      | 22504    |
| 182 | Појединачна домаћинства која имају машину за веш                                                 | 19859    |
| 183 | Појединачна домаћинства која имају аутомобил или комби                                           | 13726    |
| 184 | Појединачна домаћинства која имају рачунар                                                       | 9475     |
| 185 | Појединачна домаћинства која имају фиксну телефонску линију                                      | 13952    |
| 186 | Појединачна домаћинства која имају мобилни телефон                                               | 18620    |
| 187 | Појединачна домаћинства која имају приступ интернету                                             | 6770     |
| 188 | Величина локације                                                                                | 10       |